# Рахманиновская гармония
Рахманиновская гармония (часто именуется также «рахманиновской субдоминантой») — диссонирующий аккорд, характерный для стиля С. В. Рахманинова. В научной литературе термин впервые использован советским музыковедом В. О. Берковым. Подобно «Шубертовой шестой» и «прокофьевской доминанте», относится к числу «именных» гармоний. 

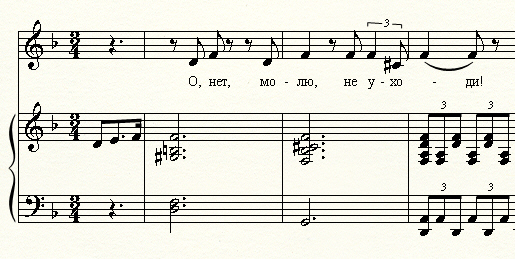
С. В. Рахманинов. Романс «О нет, молю, не уходи» (ор.4,№ 1). «Рахманиновская гармония» — во втором такте (g/b/cis/f). При разрешении в тонику — характерный ход на ум. 4 в вокальной партии.

## Краткая характеристика
Рахманиновская гармония встречается только в миноре (классифицируется как характерный аккорд в системе миноро-мажора). По структуре представляет собой малый септаккорд с уменьшённой квинтой. Функциональные трактовки этого созвучия различны:

1. Уменьшённый вводный терцквартаккорд с квартой (вместо терцового тона), разрешаемый непосредственно в тонику;
2. Субдоминантовый септаккорд с заменным тоном (квинта септаккорда заменена увеличенной квартой);
3. В рамках функциональной теории Ю. Н. Холопова (восходящей к Гуго Риману): большая субмедианта с секстой. Чаще всего в басу расположен именно секстовый тон, однако, есть и исключения (романс «О, не грусти по мне», т. 7).

Наиболее характерный оборот с участием этой гармонии — «рахманиновская гармония — тоника». Зачастую он связан с мелодическим ходом на уменьшённую кварту (тем самым подчеркивается наличие характерного интервала в составе рахманиновской гармонии): примеры — фортепианное трио № 2, ч. I, романс «О нет, молю, не уходи».
Не всякое созвучие, совпадающее по звуковому составу с рахманиновской субдоминантой, воспринимается как «знак» стиля композитора (см., например, коду I части Второго фортепианного концерта). И наоборот, будучи выделена фактурно (Прелюдия gis-moll, ор. 32), ритмически или благодаря заметному положению в форме (например, в каденционных оборотах — см. пьесу «Мелодия» ор. 10, заключительный каданс), эта гармония мгновенно опознаётся именно как «рахманиновская».